# Аутомобилска стаза Енцо и Дино Ферари
Интернационални Аутодром Енцо и Дино Ферари је стаза која се користи за трке моторних возила, а налази се покрај италијанског градића Имоле, удаљена 40 километара источно од Болоње и 80 километара источно од Фераријеве фабрике у месту Маранело.
Стаза је добила име по оснивачима Ферарија, Енцу и Дину Ферарију, који је преминуо педесетих година двадесетог века. Пре назива који данас носи, ова аутомобилска стаза је имала званичан назив „Аутодром Дино Ферари“, све до Енцове смрти, 1988. године.
На овој стази је вожена Велика награда Сан Марина, као једна од трка које су улазиле у календар такмичења Формуле 1 (у Италији су се дуго година возиле две трке Формуле 1 у свакој сезони, па су званичници Формуле 1 одлучили да трку која се возила на овој стази означе као Велику награду Сан Марина, државе која се граничи са Италијом.
Имола, како ову стазу називају познаваоци и љубитељи формуле 1, једна је од ретких стаза на којима се кругови у трци возе у смеру супротном од кретања казаљке на часовнику (такве стазе постоје такође и у Бразилу, Сингапуру и Истанбулу).
1. маја 1994. године на овој стази живот је трагично изгубио Аиртон Сена у седмом кругу трке излетевши са стазе у кривини Тамбурело.